# Lucas Pantaleon Strinopulos Germanos
Lucas Pantaleon Strinopulos Germanos, född 1872, död 1935, var en grekisk-ortodox teolog.
Germanos var rektor för teologiska skolan i Chalki 1904–1922 och biskop med titeln metropolit av Thyatira för Väst- och Nordeuropas grekisk-ortodoxa kristna och som sådan representant för den ortodoxa kyrkan i Västerlandet med säte i London. Germanos företrädde sin kyrka vid de kyrkliga konferenserna i Genève, Stockholm och Lausanne och var patriarkens av Konstantinopel ställföreträdare som ordförande i den grekisk-ortodoxa sektionen av ekumeniska mötets fortsättningsnämnd.